# ليستر ماكغراث
ليستر إدغار ماكغراث (بالإنجليزية: Alister McGrath)‏ (من مواليد 23 يناير 1953) هو لاهوتي من أيرلندا الشمالية، وكاهن، ومؤرخ مثقف، وعالم، ومدافع لاهوتي. وهو حاصل حاليا على أستاذية أندرياس إدريوس في العلم والدين في كلية اللاهوت والدين في جامعة أكسفورد، وأستاذ اللاهوت في كلية جريشام. وكان سابقا أستاذ اللاهوت، والخدمة، والتعليم في كلية الملك في لندن ورئيس مركز اللاهوت والدين والثقافة.، أستاذ اللاهوت التاريخي في جامعة أكسفورد، وكان مدير قاعة ويكليف بأكسفورد، حتى عام 2005. وهو كاهن الكنيسة الأنجليكانية ورسم داخل كنيسة إنجلترا.
وبصرف النظر عن كونه عضو هيئة التدريس في جامعة أكسفورد، قام بالتدريس أيضا في جامعة كامبريدج، وهو عضو تدريس في كلية ريجنت. ماكغراث يحمل ثلاث شهادات دكتوراه من جامعة أكسفورد، دكتوراه في الفيزياء الحيوية الجزيئية، ودكتوراه في علم اللاهوت ودكتوراه في الآداب في التاريخ الفكري.
ماكغراث معروف بعمله في اللاهوت التاريخي، اللاهوت النظامي، والعلاقة بين العلم والدين، وفضلا عن كتاباته في علوم الدفاع اللاهوتي. هو أيضا معروف لمعارضته للإلحاد واللادينية ودفاعه عن الواقعية اللاهوتية النقدية ومن بين كتبه المعروفة: شفق الإلحاد، و وهم دوكينز، إله دوكينز: الجينات، الميما، ومعنى الحياة، واللاهوت العلمي. وهو أيضا مؤلف لعدد من الكتب شعبية في اللاهوت.

## روابط خارجية
- ليستر ماكغراث على موقع IMDb (الإنجليزية)
- ليستر ماكغراث على موقع ميوزك برينز (الإنجليزية)